# 詹姆斯·希特利
詹姆斯·希特利，OLY（1997年5月20日—），英国男子跳水运动员。他曾代表苏格兰参加2014年、2018年和2022年英联邦运动会跳水比赛，获得一枚金牌和一枚铜牌。

## 家庭
祖父彼得·希特利。